# Jălt Breag, Sliven
Jălt Breag (în bulgară Жълт Бряг) este un sat în comuna Tvărdița, regiunea Sliven,  Bulgaria. 

## Demografie
Componența etnică a satului Jălt Breag
     Turci (72%)
     Bulgari (1,23%)
     Nicio identificare (26,76%)
     Altele (0,92%)
La recensământul din 2011, populația satului Jălt Breag era de 325 locuitori. Din punct de vedere etnic, majoritatea locuitorilor (72%) erau turci, cu o minoritate de bulgari (1,23%). Pentru 26,76% din locuitori nu este cunoscută apartenența etnică.